# Turritella
Turritella is een geslacht van Gastropoda, dat fossiel bekend is vanaf het Krijt. Tegenwoordig bestaan er nog enkele soorten van dit geslacht.

## Beschrijving
Deze buikpotige heeft een slanke, hoge spiraalvormige schaal, waarvan de naden diep ingesneden zijn. De schaal heeft een spirale of dwarse versiering. De monding is eenvoudig gevormd.
De hoogte van de schaal bedraagt ongeveer tien centimeter.

## Classificatie
Het geslacht Turritella werd opgericht door Lamarck in 1799. De typesoort is Turbo terebra Linnaeus, 1758. De generieke naam werd vervolgens uitgebreid tot bijna alle slakken met hoge torenvormige omhulsels. Vandaag wordt het geslacht opnieuw geïnterpreteerd in een zeer enge definitie. Naast het genomineerde subgenus omvat het geslacht ook het subgenus Torcula. Turritella-fossielen zijn sinds het Krijt in Midden-Europa gevonden. Voorlopers bestonden al in het Devoon. Het geslacht produceerde talloze soorten, met name in het Cenozoïcum.

## Fossiel voorkomen
De Erminger Turritellenplatte bij Ulm, genoemd naar een massaal voorkomen van fossiele schelpen uit Turritella turris, is een belangrijke plaats uit het Burdigalien (Mioceen). De sedimenten werden afgezet rond 18,5 miljoen jaar geleden in het noordalpengebied van de Molasse onder ondiepe mariene kustomstandigheden.

## Soorten

### Recente soorten
- Turritella acropora (Dall, 1889)
- Turritella acuticarinata Dunker 1847
- Turritella admirabilis Watson 1881
- Turritella albolapis Finlay, 1924
- Turritella algida Melvill & Standen, 1912
- Turritella anactor Berry, 1957
- Turritella annulata Kiener, 1843
- Turritella attenuata Reeve 1849
- Turritella auricincta von Martens 1882
- Turritella bacillum Kiener, 1844
- Turritella banksii Reeve, 1849
- Turritella bayeri (Petuch, 2001)
- Turritella bicingulata Lamarck 1822
- Turritella broderipiana d'Orbigny, 1840
- Turritella caelata Mörch in Dunker, 1858
- Turritella canaliculata Adams & Reeve 1850
- Turritella candida Reeve 1849
- Turritella capensis Krauss, 1848
- Turritella caribaea d'Orbigny 1842
- Turritella carinifera Lamarck, 1822
- Turritella carlottae Watson 1881
- Turritella chordata Suter, 1908
- Turritella chrysotoxa Tomlin, 1825
- Turritella cingulata G.B. Sowerby I, 1825
- Turritella cingulifera G.B. Sowerby I, 1825
- Turritella clarionensis Hertlein & Strong, 1951
- Turritella cochlea Reeve, 1849
- Turritella columnaris Kiener 1844
- Turritella communis Risso 1826 (Penhoren)
- Turritella concava Martens, 1880
- Turritella conspera Adams & Reeve 1850
- Turritella cooperi Carpenter 1864
- Turritella cornea Lamarck, 1822
- Turritella couteaudi Rochebrune & Mabille, 1889
- Turritella crocea Kiener 1844
- Turritella decipiens Monterosato, 1878
- Turritella dirkhartogensis (Garrard, 1972)
- Turritella duplicata (Linnaeus, 1758)
- Turritella dura Mörch, 1860
- Turritella elachista Rochebrune & Mabille, 1889
- Turritella excavata Sowerby 1890
- Turritella exoleta (Linnaeus, 1758)
- Turritella ferruginea Reeve, 1849
- Turritella fultoni Melvill 1901
- Turritella fuscomaculata Bozzetti, 2009
- Turritella gemmata Reeve, 1849
- Turritella gilletti (Garrard, 1974)
- Turritella gonostoma Valenciennes, 1832
- Turritella hastula Reeve, 1849
- Turritella hookeri Reeve 1849
- Turritella illustris Melvill 1904
- Turritella incisa Reeve, 1849
- Turritella infraconstricta Smith 1878
- Turritella kimberi Verco 1908
- Turritella leeuwinensis (Garrard, 1972)
- Turritella lentiginosa Reeve, 1849
- Turritella leptomita Melvill & Sykes 1897
- Turritella leucostoma Valenciennes, 1832
- Turritella ligar Deshayes, 1843
- Turritella lindae Petuch 1987
- Turritella lyonsi Garcia, 2006
- Turritella maculata Reeve, 1849
- Turritella mariana Dall, 1908
- Turritella marianopsis Petuch 1990
- Turritella minuta Turton, 1932
- Turritella monilifera Adams & Reeve 1850
- Turritella nebulosa Kiener, 1843
- Turritella nodulosa King & Broderip, 1832
- Turritella opalina Adam & Reeve 1850
- Turritella paraguanensis Hodson 1926
- Turritella parkeri McLean, 1970
- Turritella praetermissa (Dautzenberg, 1912)
- Turritella punctata Kiener, 1843
- Turritella puncticulata Sowerby 1890
- Turritella radula Kiener, 1843
- Turritella reevei Dautzenberg & Fischer 1906
- Turritella rubescens Reeve, 1849
- Turritella sanguinea Reeve, 1849
- Turritella terebra (Linnaeus, 1758)
- Turritella torulosa Kiener 1843
- Turritella turbona Monterosato, 1877
- Turritella ungulina (Linnaeus, 1758)
- Turritella variegata (Linnaeus, 1758)
- Turritella vermicularis (Brocchi, 1814)
- Turritella vitulata Adams & Reeve 1850
- Turritella wareni Ryall & Vos, 2010
- Turritella willetti McLean, 1970
- Turritella yucatecana Dall 1881

### Uitgestorven soorten
- T. abrupta † Spieker 1922
- T. aequistriata † Conrad 1863
- T. affinis † Muller 1849
- T. ageri † Abbass 1962
- T. aguilerae † Bose 1906
- T. altilirata † Grzybowski 1899
- T. alveata † Conrad 1854
- T. ambulacrum † Sowerby 1846
- T. anceps † Woods, in Bosworth 1922
- T. andersoni † Dickerson 1916
- T. antigona † Maury 1930
- T. apita † de Gregorio 1890
- T. arenicola † Conrad 1865
- T. arethusa † Maury 1930
- T. assimilis † Sowerby 1840
- T. beaufortensis † Ward & Blackwelder 1987
- T. belviderei † Cragin 1897
- T. bhagothorensis † Vredenburg 1928
- T. bicarinata † Elchwald 1830
- T. bicolor † Adams & Reeve 1850
- T. boettgeri † Martin 1884
- T. bosei † Hertlein 1927
- T. boughtoni † Olsson 1928
- T. brunnhilda † Maury 1930
- T. buckinghamensis † Mansfield 1939
- T. cahuillensis † Ihering 1907
- T. caleta † Olsson 1931
- T. caparonis † Maury 1925
- T. ceibana † Cooke 1928
- T. charana † Spieker 1922
- T. chira † Olsson 1928
- T. clathratula † Wood 1847
- T. conquistadorana † Hanna & Israelsky 1925
- T. cruzadoi † DeVries 2007
- T. cumberlandia † Conrad 1863
- T. curamichatensis † Hodson 1926
- T. dalli † Gardner 1947
- T. daviesi † Cox 1930
- T. dickersoni † Wood, in Bosworth 1922
- T. dutexata † Harris 1895
- T. encina † Squires & Saul 2006
- T. exaltata † Conrad 1841
- T. fascialis † Menke 1830
- T. fica † Olsson 1932
- T. filicincta † Spieker 1922
- T. forresti † Brown 1913
- T. fragilis † Kiener 1873
- T. fredeai † Hodson 1926
- T. fuerta † Kellum 1926
- T. fuscotincta † Petit 1853
- T. gabrielensis † Clarke & Durham 1946
- T. galvesia † Olsson 1931
- T. gatunensis † Conrad 1857
- T. gilbertharrisi † Hodson 1926
- T. gonisotoma † Valenciennes 1833
- T. gothica † Brzybowski 1899
- T. gracillima † Gould 1861
- T. gregaria † Murchison 1839
- T. guppyi † Cossmann 1909
- T. halensis † Dall 1916
- T. hallii † Tate 1900
- T. harrisoni † Cox 1936
- T. hearni † Merriam 1941
- T. heberti † d'Archiac & Haime 1854
- T. herberti † d'Archiac & Haime 1853
- T. hollandi † Cossmann & Pissarro 1909
- T. hopkinsi † Olsson 1928
- T. hosworthi † Woods, in Bosworth 1922
- T. hubbardi † Hodson 1926
- T. humerosa † Conrad 1835
- T. iddingsi † Olsson 1928
- T. illesca † Olsson 1932
- T. imperialis † Hanna 1926
- T. inca † Grzybowski 1899
- T. indenta † Conrad 1841
- T. infralineata † Gabb 1864
- T. kachhensis † Vredenburg 1928
- T. kansasensis † Meek 1871
- T. kayalensis † Dey 1961
- T. keswickensis † Olsson 1928
- T.lagunillasensis † Rivera 1957
- T. lahirii † Cox 1930
- T. larensis † Hodson 1926
- T. listrota † Woodring 1959
- T. lloydsmithi † Pilsbry & Brown 1917
- T. lorenzana † Wagner & Schilling 1923
- T. machapoorensis † Maury 1925
- T. masinguiensis † Clark & Durham 1946
- T. matarucana † Hodson 1926
- T. mauryana † Newton 1922
- T. meroensis † Olsson 1931
- T. montserratensis † Mansfield 1925
- T. narica † Vredenburg 1928
- T. nasuta †
- T. nelsoni † Spieker 1922
- T. nerinexa † Harris 1895
- T. noetlingi † Vredenburg 1921
- T. obruta † Conrad 1833
- T. ochlockoneensis † Mansfield 1930
- T. ocoyana † Conrad 1855
- T. olssoni † Clark & Durham 1946
- T. oreodoxa † Olsson 1922
- T. pagodula † Tate 1893
- T. pasada † Pilsbry & Olsson 1941
- T. perdita † Conrad 1865
- T. petersoni † Merriam 1941
- T. pilsbryi † Gardner 1928
- T. pinfoldi † Vredenburg 1921
- T. pittsburgensis † Moore 1976
- T. planispira † Wood 1842
- T. portaroi † Lisson 1925
- T. praelonga † Hislop 1859
- T. prenuncia † Spieker 1922
- T. pseudobandongensis † Vredenburg 1928
- T. pseudohauthalli † Rossi de Garcia & Levy 1977
- T. pseudotethis † Vredenburg 1928
- T. punctata † Kiener 1843
- T. quadrilira † Johnson 1898
- T. ranikoti † Vredenburg 1928
- T. rina †
- T. riverae † DeVries 2007
- T. robusta † Grzybowski 1899
- T. rotundata † Grzybowski 1899
- T. rustica † Uliana & Camacho 1975
- T. salasi † DeVries 2007
- T. salchica † Olsson 1931
- T. saltoensis † Clarke & Durham 1946
- T. samanensis † Olsson 1928
- T. segmenta † Gardner 1947
- T. seriatimgranulata † Roemer 1849
- T. shatai † Nomura 1935
- T. sherborni † Abbass 1962
- T. simplex † Jenkins 1864
- T. soldadensis † Maury 1912
- T. steiningeri † Harzhauser 2007
- T. stephanensis † Cossmann & Peyrot 1921
- T. stracheyi † d'Archiac & Haime 1853
- T. subgrundifera † Dall 1892
- T. subvariabilis † d'Orbigny 1852
- T. supraconcave † Hanna & Israelsky 1925
- T. taurinensis † Michelotti 1847
- T. terebralis † Lamarck 1799
- T. terebriformis † Conrad 1863
- T. tipperi † Vredenburg 1928
- T. tolenasensis † Merriam 1941
- T. totiumsanctorum † Maury 1930
- T. tricarinata † King 1832
- T. trilineata † Smith 1817
- T. trilira † Conrad 1860
- T. trinitaria † Maury 1925
- T. turbinata † Sowerby 1850
- T. tuxtepecensis † Bose 1906
- T. uvasana † Conrad 1865
- T. varicosta † Spieker 1922
- T. vertebroides † Morton 1834
- T. vientoensis † Clark & Durham 1946
- T. vistana † Hodson 1927
- T. willistoni † Hodson 1926
- T. wittichi † Hertlein 1927
- T. woodsi † Lisson 1925
- T. xylina † Squires & Saul 2006